# Adèle Huguenin
Adèle Huguenin, ook bekend onder het pseudoniem T. Combe, (Le Locle, 16 augustus 1856 - Les Brenets, 25 april 1933) was een Zwitsers schrijfster uit het kanton Neuchâtel.

## Biografie
Adèle Huguenin behaalde in 1873 het diploma van onderwijzeres. Later verbleef ze een tijdje in Engeland, waar ze haar literaire carrière begon. Vanaf 1879 verschenen er regelmatig nieuwe werken van haar hand in de Bibliothèque universelle. Deze werken hadden werden tevens geschreven vanuit een opvoedkundig doel voor de lezers. Vanaf de jaren 1890 betrok ze meer en meer sociale kwesties in haar boeken. Zo uitte ze zich tegen het alcoholisme en voor een verbetering van de positie van de vrouwen en de arbeiders. Haar bekendste werken waren Pauvre Marcel, Le mari de Jonquille, Une croix en Enfant de commune.
Elilla Bagge zou later enkele van haar werken vertalen in het Duits. In 2003 schreef Suzy Doleyres het boek Il est grand temps de rallumer les étoiles over het leven van Adèle Huguenin.

## Werken
- Croquis montagnards. Trois Nouvelles, Lausanne, Georges Bridel, 1882.
- Pauvre Marcel, Lausanne, Georges Bridel, 1882.
- La Fortune de Luc, nouvelle jurassienne, Lausanne, Henri Mignot, 1885.
- Bons Voisins, Lausanne, Henri Mignot, 1886.
- Jeune Angleterre, deux nouvelles, Lausanne, Henri Mignot, 1887.
- Monique, Lausanne, Henri Mignot, 1887.
- Le Mari de Jonquille, Lausanne, Henri Mignot, 1888.
- Neiges d'antan, Lausanne, Henri Mignot, 1889.
- Guerre et alcoholisme, Lausanne, Henri Mignot, 1890.
- Chez nous, Lausanne, Henri Mignot, 1890.
- Une croix, Lausanne, Henri Mignot, 1891.
- L'Étincelle, Parijs, Fischbacher, 1893.
- Socialisme pratique : Whiteway, un coin de terre heureux, Parijs, Ère nouvelle, 1904.
- Enfant de commune, Parijs, Perrin, 1911.
- La Maltournée, Parijs, Perrin, 1912.
- Schreiner, O., La Femme et le travail, Parijs, Fischbacher, 1913. (als vertaalster)

- Bibliothèque nationale de France: cb12117626v (data)
- Gemeinsame Normdatei: 128708174
- Historisch woordenboek van Zwitserland: 015932
- International Standard Name Identifier: 0000 0004 3984 2782
- Library of Congress Control Number: nr2002009855
- Istituto Centrale per il Catalogo Unico: UBOV062214
- Système universitaire de documentation: 029580536
- Virtual International Authority File: 19710210
- WorldCat: E39PBJhH7VcDQMWY9KD9R8xYyd